# Grete Frische
Grete Frische (15 de junio de 1911-17 de agosto de 1962) fue una actriz, directora y guionista cinematográfica de nacionalidad danesa. Frische fue sobre todo conocida por sus guiones, especialmente el del drama bélico Støt står den danske sømand, el cual recibió en 1949 el Premio Bodil a la mejor película danesa. A lo largo de una carrera que no llegó a los 24 años, Frische escribió 22 guiones, entre ellos cinco de la popular serie de comedias Far til Fire, así como dos adaptaciones de novelas de Morten Korch.

## Biografía

### Inicios
Nacida en Copenhague, Dinamarca, sus padres eran el actor y guionista Axel Frische y Christine Jørgine Christensen. Siguiendo los deseos de sus padres, Frische inició su carrera estudiando inglés e historia en Bedford, Inglaterra, en vez de acudir a una escuela teatral. Mientras se formaba en Inglaterra conoció a un joven estudiante birmano, con el que se casó, mudándose a Mandalay y Rangún. Antes de iniciarse la Segunda Guerra Mundial, la pareja se divorció, enfermando ella y volviendo a Dinamarca.

### Carrera
Poco después de su retorno en 1938, Frische debutó como actriz teatral en el Det Ny Teater encarnando a Fedosia en Opstandelse, siendo dirigida por su padre. Su talento teatral era evidente, por lo que pudo actuar también en los Teatros Betty Nansen y Rialto, en Copenhague. Completó su educación como guionista y directora en las compañías ASA y Nordisk Film, donde trabajó como ayudante de dirección de Benjamin Christensen y Emanuel Gregers, y en mayo de 1943 ingresó en la recién establecida Saga Studio para trabajar como guionista y directora. Frische escribió también novelas, obras radiofónicas y el libro Vejen til Mandaley, pero demostró su gran talento dramático con sus guiones. A partir de mayo de 1945, Frische fue guionista independiente, trabajando principalmente para ASA Film escribiendo cinco de los guiones de la serie de películas Far til fire. También adaptó dos novelas de Morten Korch: Fløjtespilleren y Flintesønnerne. En 1948 escribió el drama bélico Støt står den danske sømand, que ganó en 1949 el Premio Bodil a la mejor película danesa.
En los años 1940, Frische también dirigió varias de sus propias historias, entre ellas Kriminalassistant Bloch, En ny dag gryr y Så mødes vi hos Tove. Además, actuó para la pantalla así como en espectáculos de cabaret. En esos años popularizó el personaje para un programa radiofónico semanal. El personaje fue adaptado a menudo a sus películas, como ocurrió con Så mødes vi hos Tove.
En 1959, Frische tenía previsto actuar en el film Eventyr på Mallorca, pero poco después de su llegada a Palma de Mallorca, la actriz enfermó y hubo de volver a su país. Tras una larga enfermedad, escribió una película sobre su vida en el hospital. Grete Frische falleció en 1962, a los 51 años de edad, Fue enterrada en el Cementerio Hellerup, en Copenhague.

## Filmografía

### Actriz
- 1941 : Niels Pind og hans dreng
- 1945 : En ny dag gryer
- 1946 : Så mødes vi hos Tove
- 1950 : Mosekongen
- 1951 : Hold fingrene fra mor
- 1951 : Unge piger forsvinder i København
- 1956 : Hvad vil De ha' ?
- 1959 : Jomfruburet (TV)
- 1960 : Eventyrrejsen
- 1961 : Landsbylægen

### Guionista
- 1935 : Rasmines bryllup
- 1941 : Niels Pind og hans dreng
- 1943 : Kriminalassistent Bloch
- 1945 : En ny dag gryer
- 1946 : Så mødes vi hos Tove
- 1946 : Jeg elsker en anden
- 1947 : Lise kommer til byen
- 1948 : Støt står den danske sømand
- 1949 : Vi vil ha' et barn
- 1951 : Fodboldpræsten
- 1953 : Fløjtespilleren
- 1954 : En sømand går i land
- 1954 : Far til fire i sneen
- 1955 : Min datter Nelly
- 1955 : Far til fire på landet
- 1956 : Far til fire i byen
- 1956 : Flintesønnerne
- 1957 : Far til fire og onkel Sofus
- 1958 : Far til fire og ulveungerne
- 1958 : That Won't Keep a Sailor Down
- 1960 : Eventyrrejsen

### Directora
- 1941 : Niels Pind og hans dreng
- 1943 : Moster fra Mols
- 1943 : Kriminalassistent Bloch
- 1945 : En ny dag gryer
- 1946 : Så mødes vi hos Tove